# 青衣市政大廈

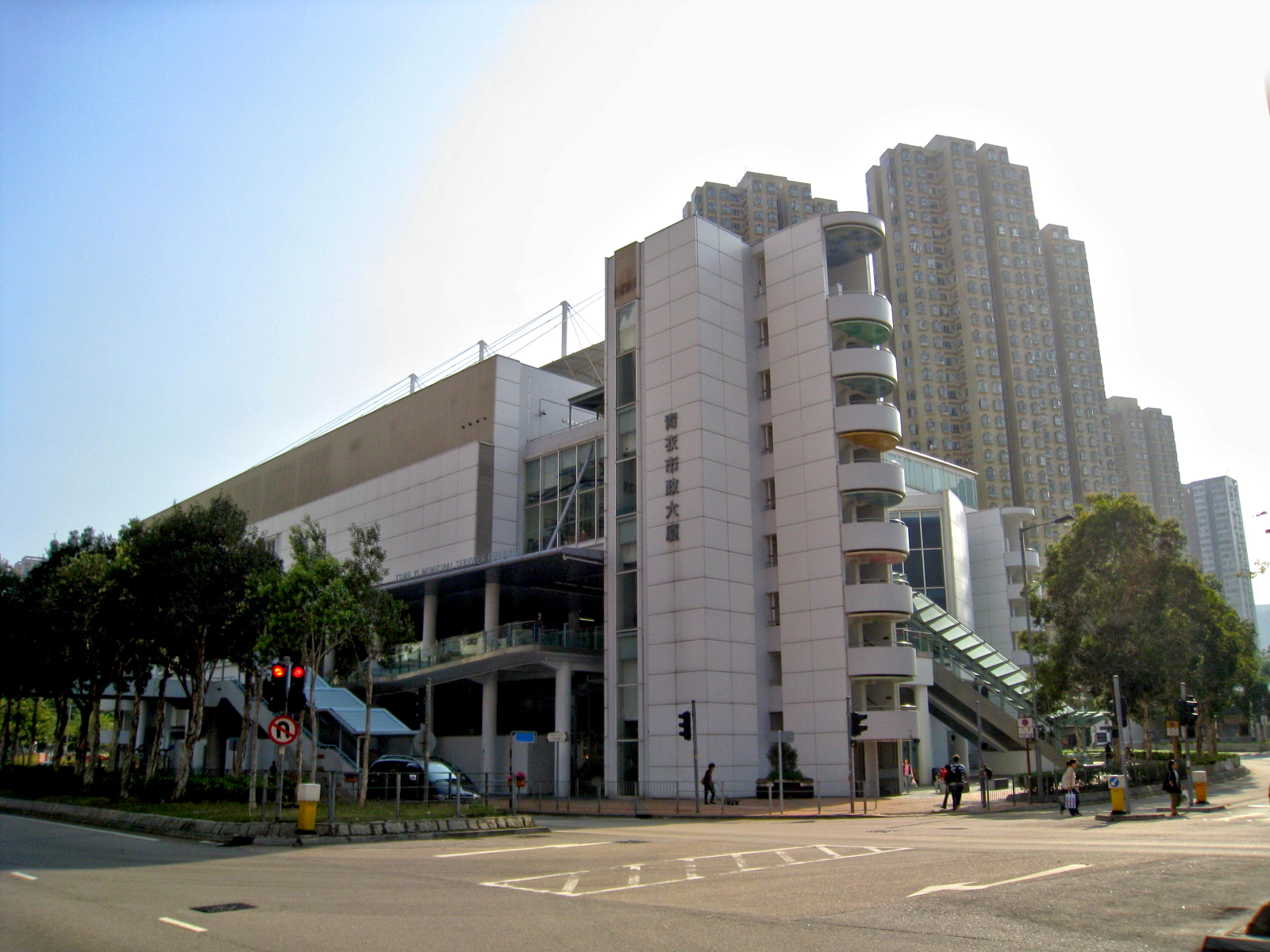
青衣市政大廈東北面

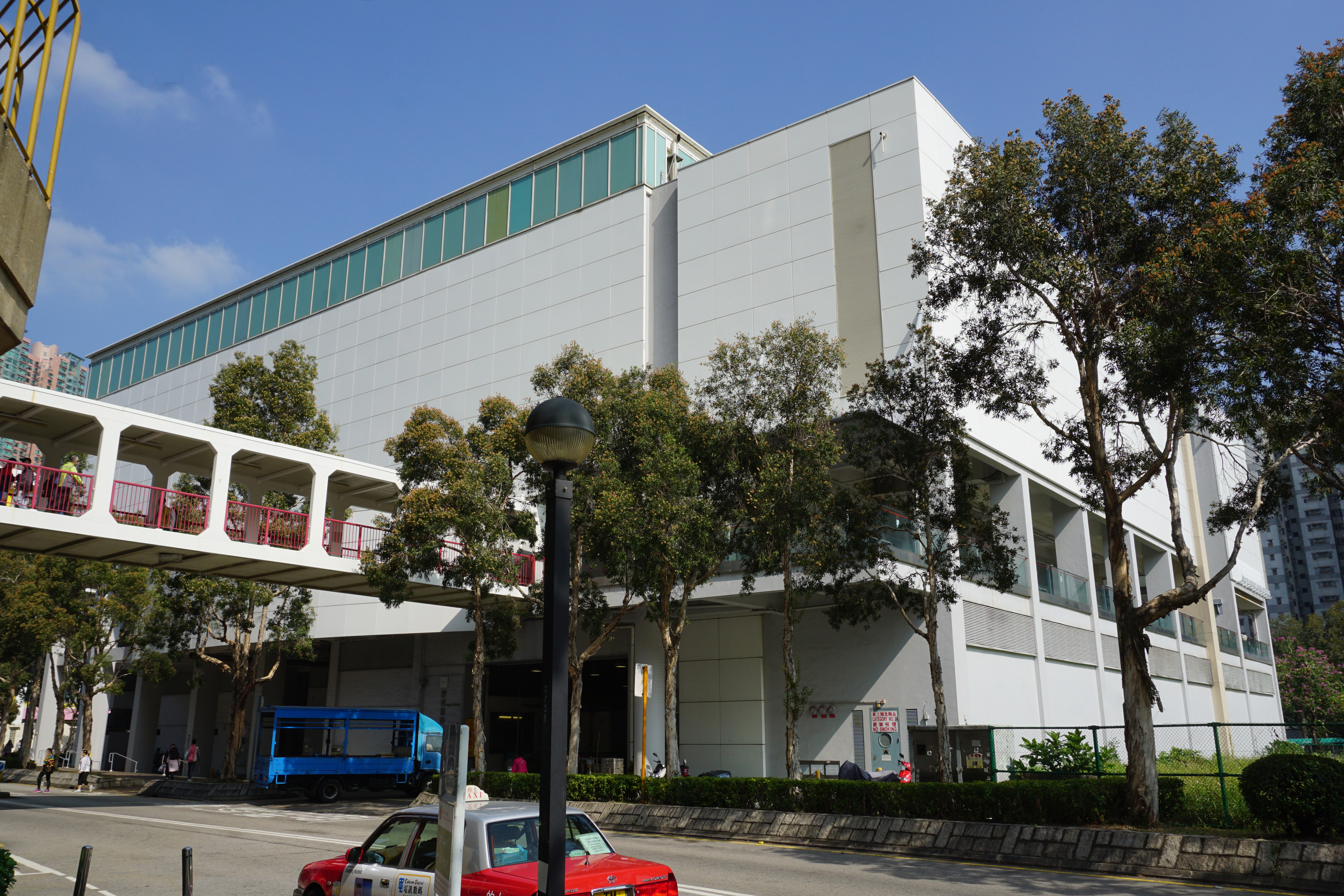
青衣市政大廈西南面

青衣市政大廈（英語：Tsing Yi Municipal Services Building）又稱青衣綜合大樓（英語：Tsing Yi Complex），是香港一座多用途的市政大樓，位處於青衣青綠街38號，於1999年9月1日啟用，佔地2,035平方米，耗資2.92億港元興建，為區域市政局解散之前最後一次建成的市政大廈。
青衣市政大廈由吳享洪建築師有限公司設計，榮獲香港建築師學會1999年年獎的優異獎，以及香港工程師學會1999年度結構設計優異獎。

## 升降機列表
| 用途 | 升降機編號 | 品牌 | 位置     |
| ---- | ---------- | ---- | -------- |
| 載客 | 1          | 安力 | 升降機塔 |
| 載客 | 2          | 安力 | 升降機塔 |
| 載貨 | 3          | 安力 | 卸貨區   |

## 設施
- 地下：青衣街市：設有約70個檔位，樓底約30呎高。
- 一樓：青衣公共圖書館、康樂及文化事務署葵青康樂事務辦事處青衣分處、港鐵特惠站
- 二樓：青衣體育館（包括康樂及文化事務署葵青康樂事務辦事處青衣分處訂場處）
- 三樓：青衣體育館及天台

## 圖片集

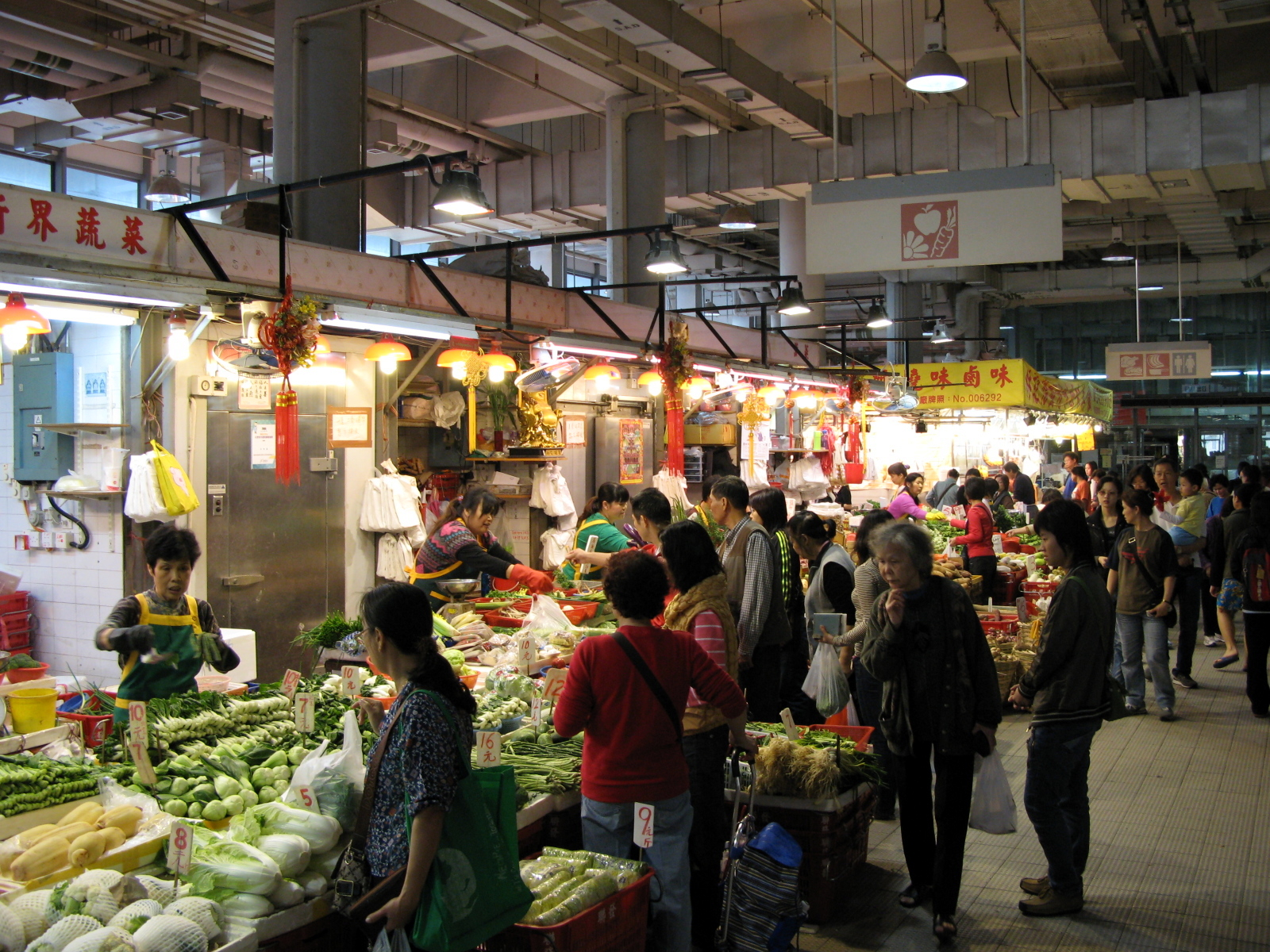
青衣街市
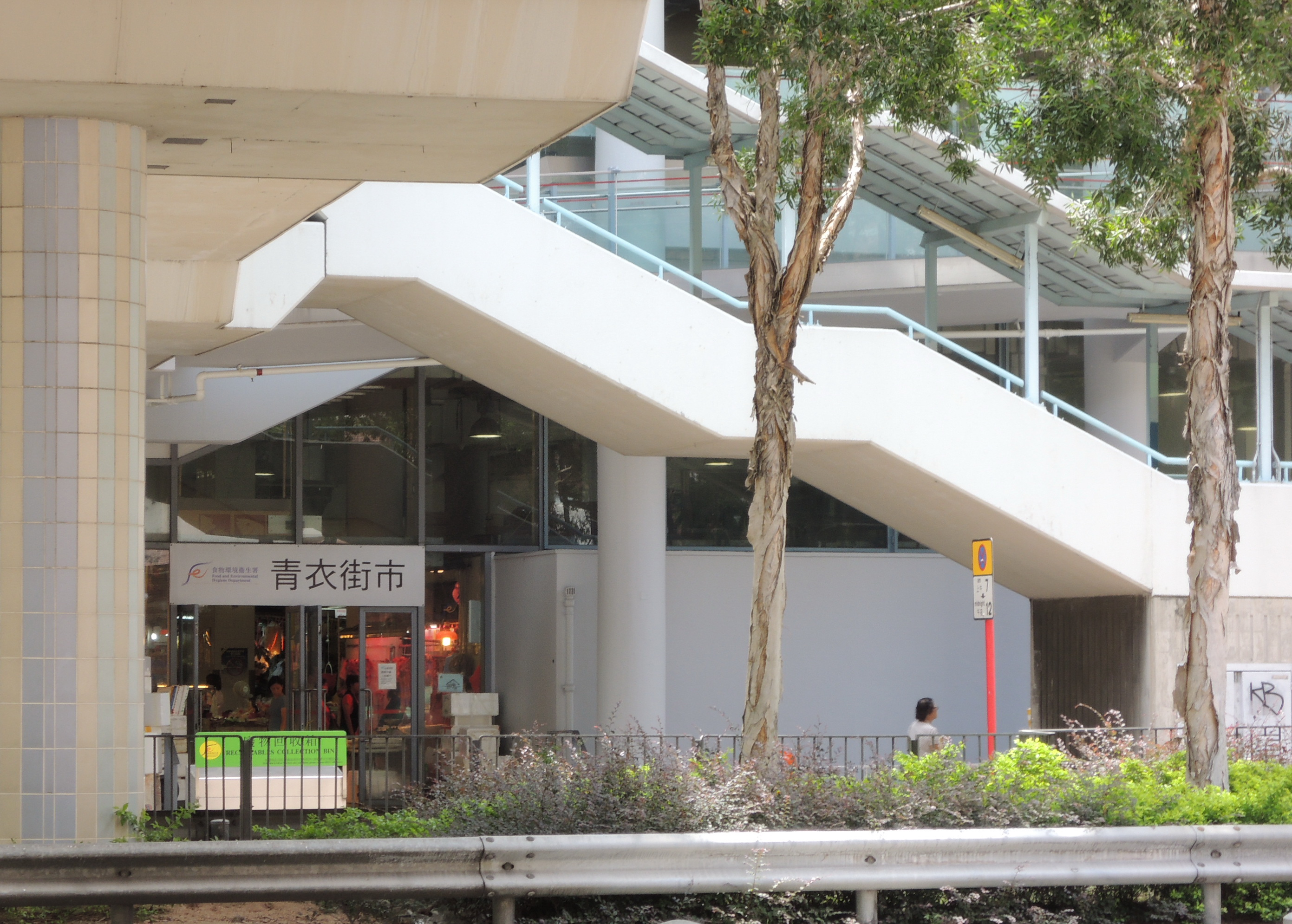
青衣街市於青敬路的入口
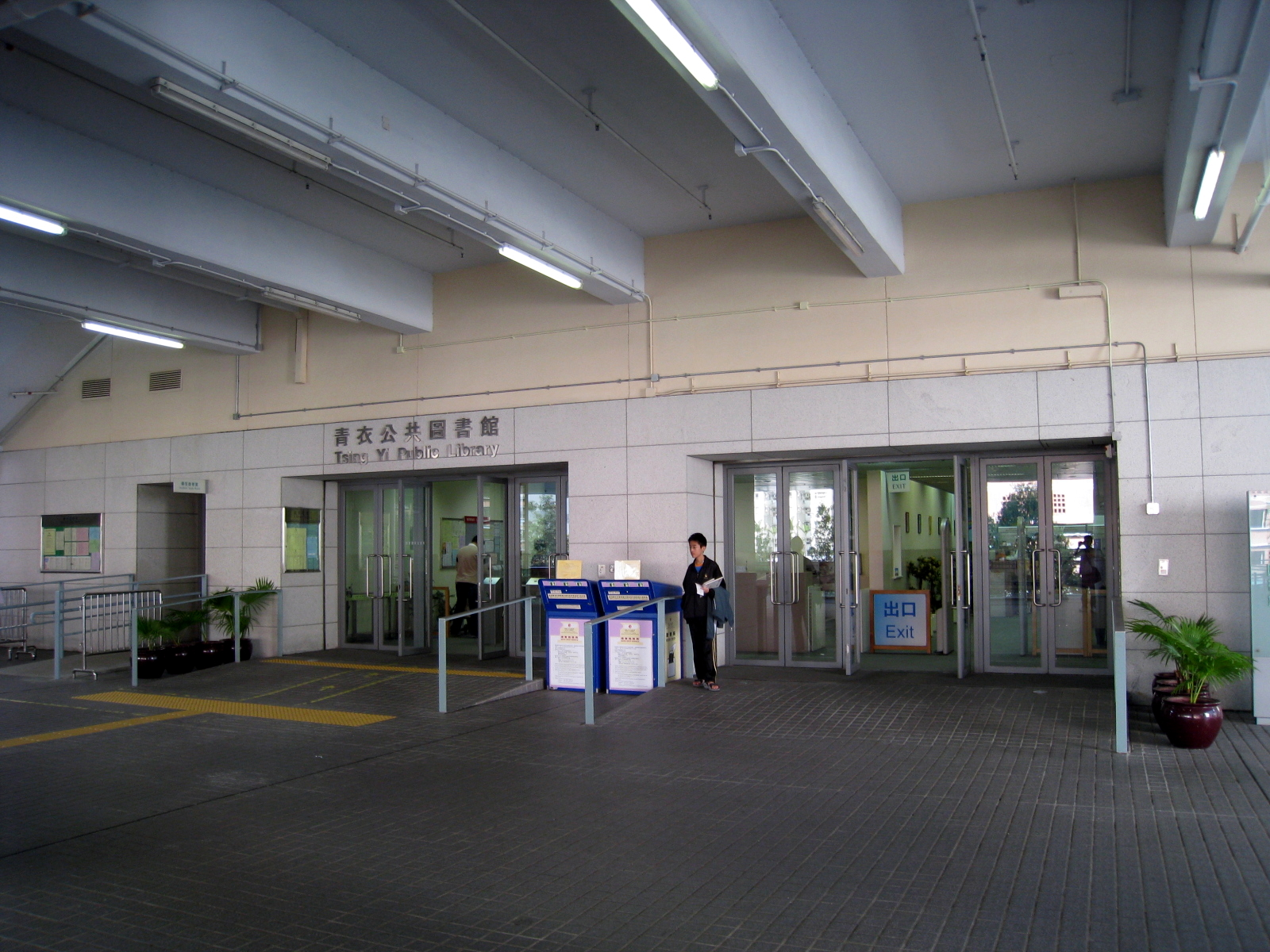
青衣公共圖書館
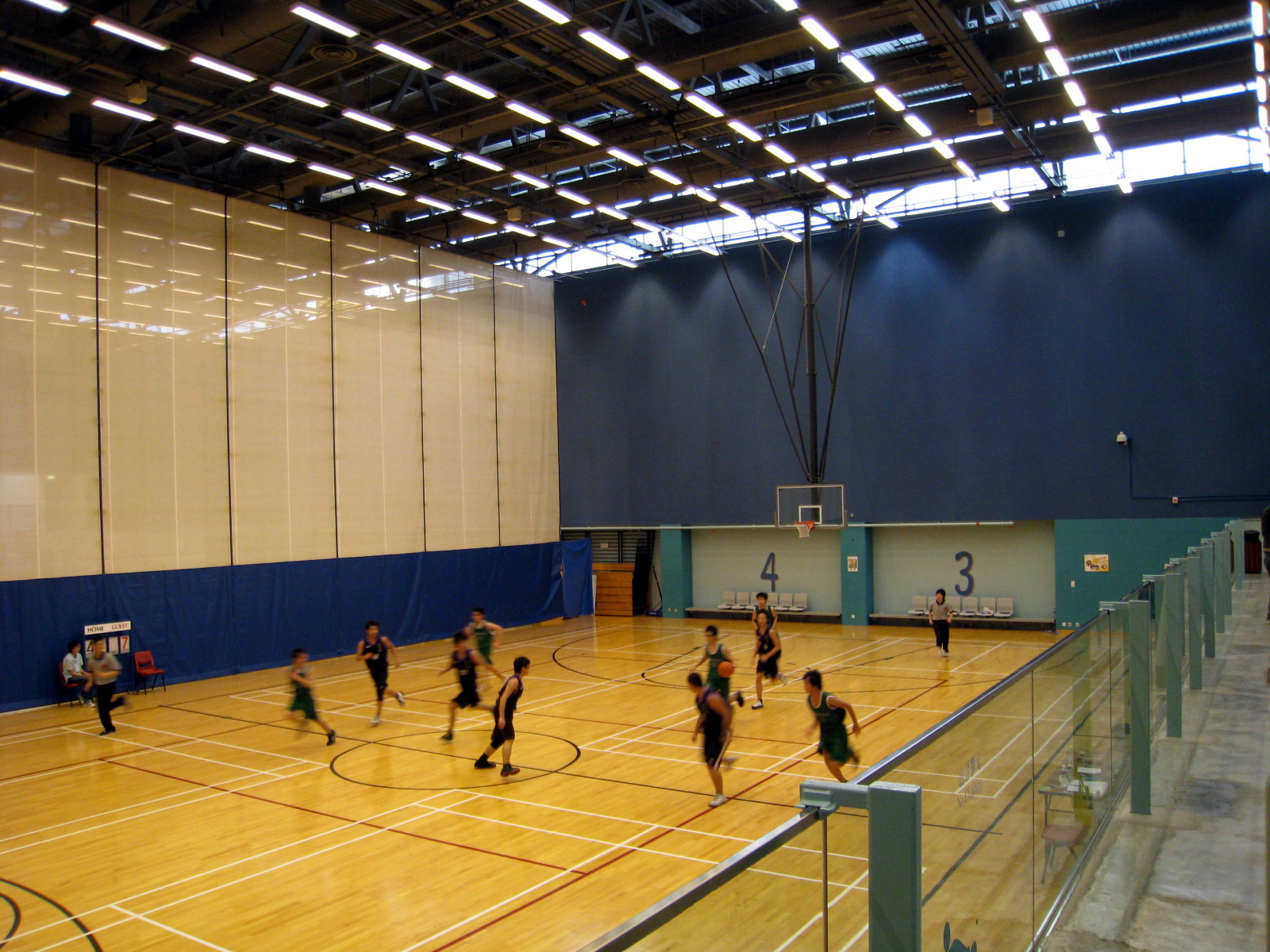
青衣體育館
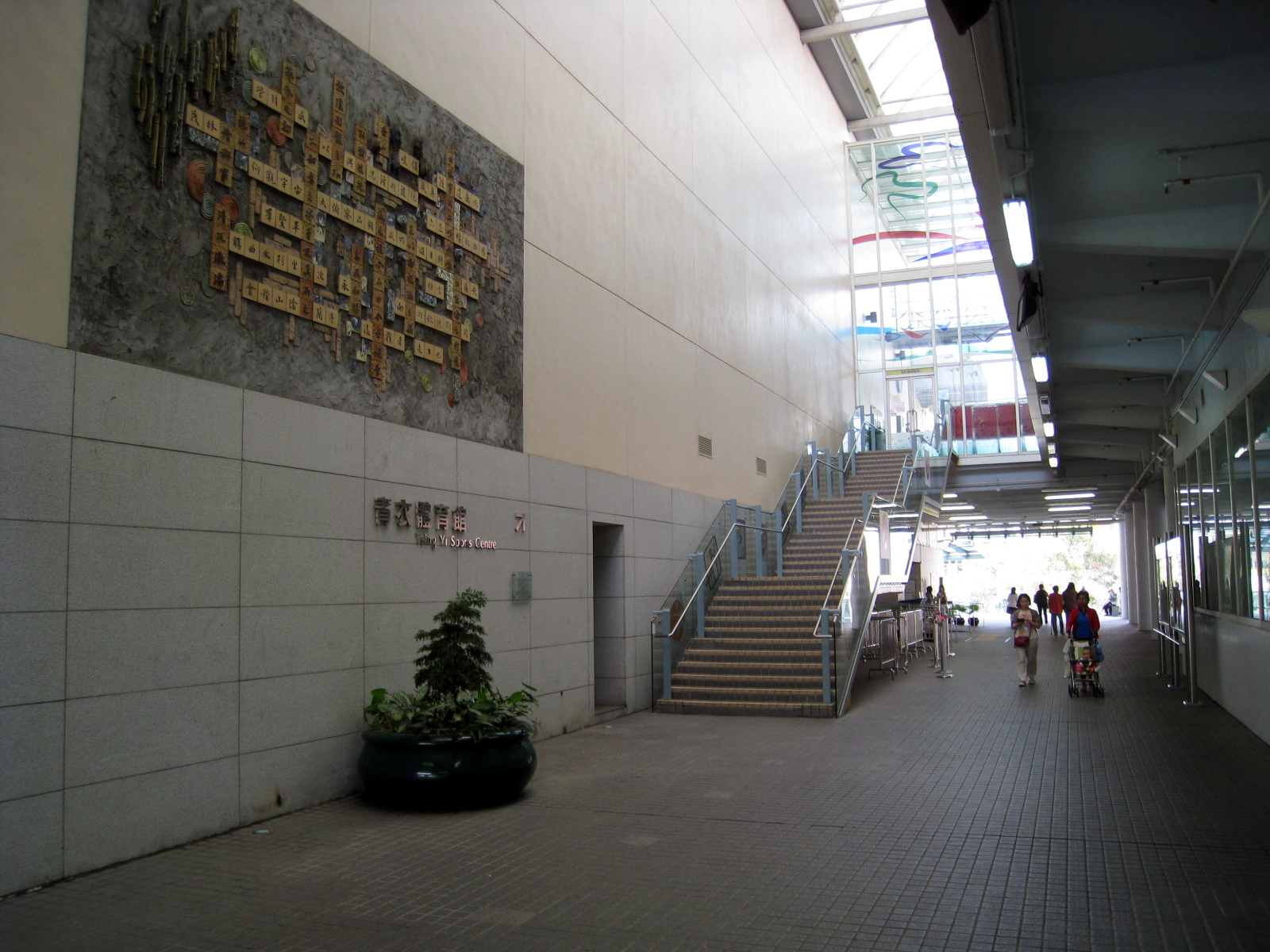
綜合大樓通道

## 大廈設施利用狀況
青衣街市初時啟用的時候，由於附近有不少住宅，故無論何時都有很多人前往，雖然後來位於宏福花園的惠康啟用，但是平日繁忙時間仍會顯得擠擁。此外，青衣有不少人居住，特別是兒童，因此在假期有不少的人前往青衣公共圖書館。區內附近有不少居屋，故青衣體育館的場地經常訂滿，青衣西南體育館落成後情況稍有改善，有不少團體的活動因此要轉往其他體育館進行。